# Острів Козачий
Острів Козачий — один з дніпровських островів, розташований в південній частині Києва. Разом з Ольжиним островом входить до загальнозоологічного заказника місцевого значення «Острови Козачий та Ольжин», який є частиною регіонального ландшафтного парку  «Дніпровські острови».

## Природа
Острів Козачий є річковим заплавним островом зі збереженою в природному стані заплавною екосистемою, характерною для середньої течії Дніпра з унікальними природними елементами. Переважно в південній частині острова добре збережено в природному стані справжні та болотисті луки, а в північній частині — лісова рослинність.
На справжніх луках острова домінують угруповання мітлиці велетенської і тонконогу лучного, меншу площу займають угруповання костриці лучної. Тут можна знайти малопоширений вид — тирлич звичайний. На болотистих луках поширені угруповання осоки гострої.
В заплавній діброві з розрідженим деревостаном зустрічаються столітні дуби з широкою розлогою кроною, висота яких сягає 17 метрів, а діаметр — до 90 см.
На острові зустрічаються угруповання верб, переважно попелястої та тритичинкової.
У трав'яному покриві зустрічаються типові заплавні види — хвилівник звичайний і пижмо звичайне, полин лікарський («боже дерево»).
Звичайним видом на острові є деркач — вид, занесений до Європейського Червоного списку, а окрасою його південної частини є колонія чапель (біля сотні гнізд). Серед мешканців колонії найбільше сірих чапель. Також там гніздяться кваки та великі білі чаплі.
Серед червонокнижних ссавців там зустрічаються видра річкова, горностай, лось, свиня дика, сарна, заєць сірий, вивірка звичайна, бобер, ондатра, лисиця, єнот уссурійський, ласиця мала, норка американська, їжак, низка видів рукокрилих.

## Представники Червоних книг
Види, що підлягають захисту:
- Сальвінія плаваюча — Salvinia natans (Види Бернської ковенції, Червона книга України)
- Водяний горіх — Trapa natans (Червона книга України)
- Альдрованда пухирчаста — Aldrovanda vesiculosa (Червона книга України)

## Місце запеклих боїв
1943 року острів Козачий став місцем запеклих кровопролитних боїв проти гітлерівських загарбників. 4 листопада група полковника С. І. Сливіна десантувалась через острів Козачий, перерізала підступи до Києва з півдня і перешкодила ворогові перекинути підкріплення з Букринського напряму.

## Кліматограма
| Кліматограма Острів Козачий (Київ)                                            | Кліматограма Острів Козачий (Київ) | Кліматограма Острів Козачий (Київ) | Кліматограма Острів Козачий (Київ) | Кліматограма Острів Козачий (Київ) | Кліматограма Острів Козачий (Київ) | Кліматограма Острів Козачий (Київ) | Кліматограма Острів Козачий (Київ) | Кліматограма Острів Козачий (Київ) | Кліматограма Острів Козачий (Київ) | Кліматограма Острів Козачий (Київ) | Кліматограма Острів Козачий (Київ) |
| ----------------------------------------------------------------------------- | ---------------------------------- | ---------------------------------- | ---------------------------------- | ---------------------------------- | ---------------------------------- | ---------------------------------- | ---------------------------------- | ---------------------------------- | ---------------------------------- | ---------------------------------- | ---------------------------------- |
| С                                                                             | Л                                  | Б                                  | К                                  | Т                                  | Ч                                  | Л                                  | С                                  | В                                  | Ж                                  | Л                                  | Г                                  |
| 0 −8 −10                                                                      | 0 −2 −9                            | 0 5 −4                             | 0 15 4                             | 0 21 12                            | 0 23 15                            | 0 25 18                            | 0 24 16                            | 0 20 10                            | 0 14 5                             | 0 5 −2                             | 0 −7 −8                            |
| Середня макс. і мін. температури повітря (°C) Атмосферні опади (мм), Джерело: |                                    |                                    |                                    |                                    |                                    |                                    |                                    |                                    |                                    |                                    |                                    |

## Зображення

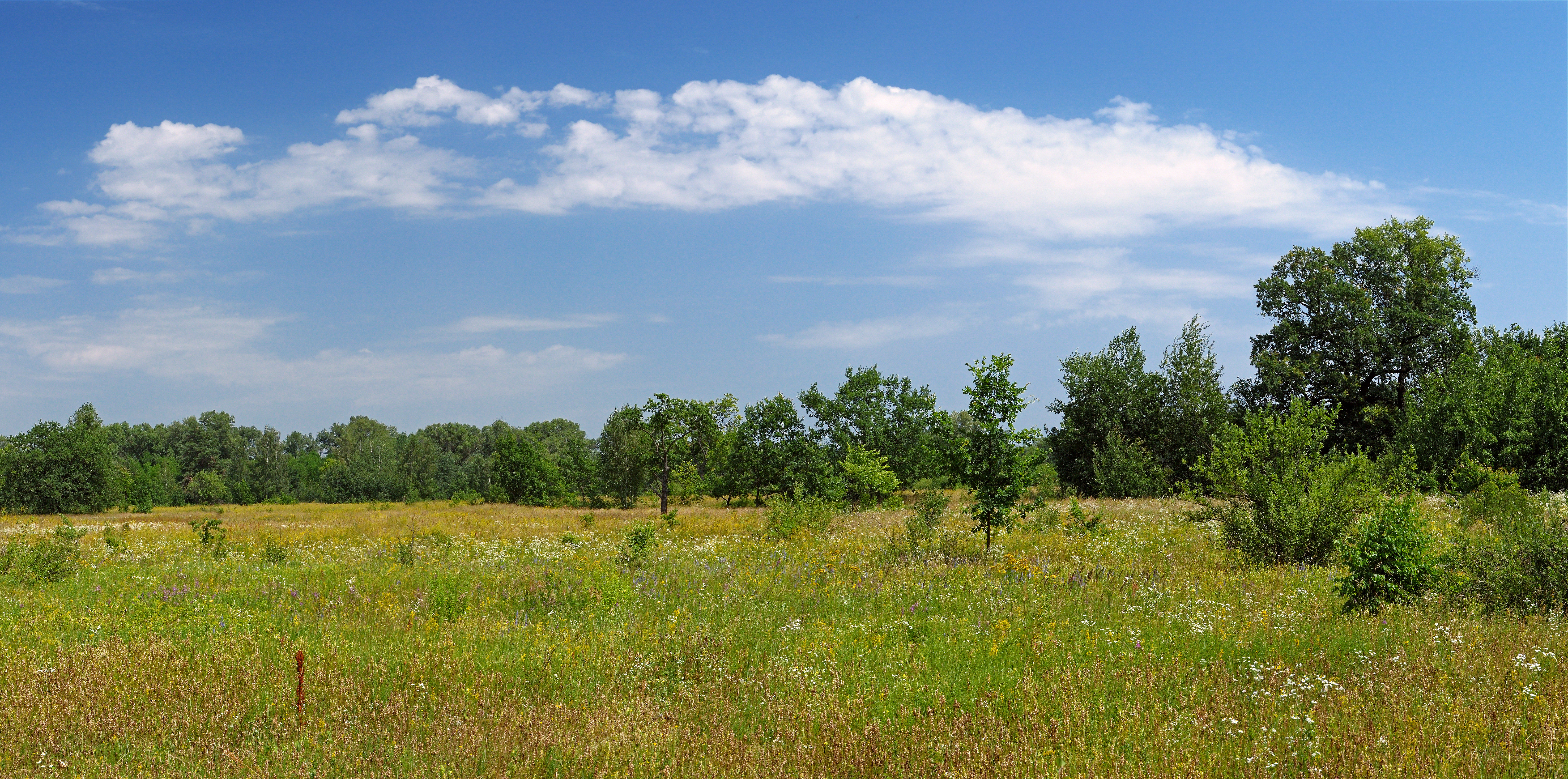
Луг на острові
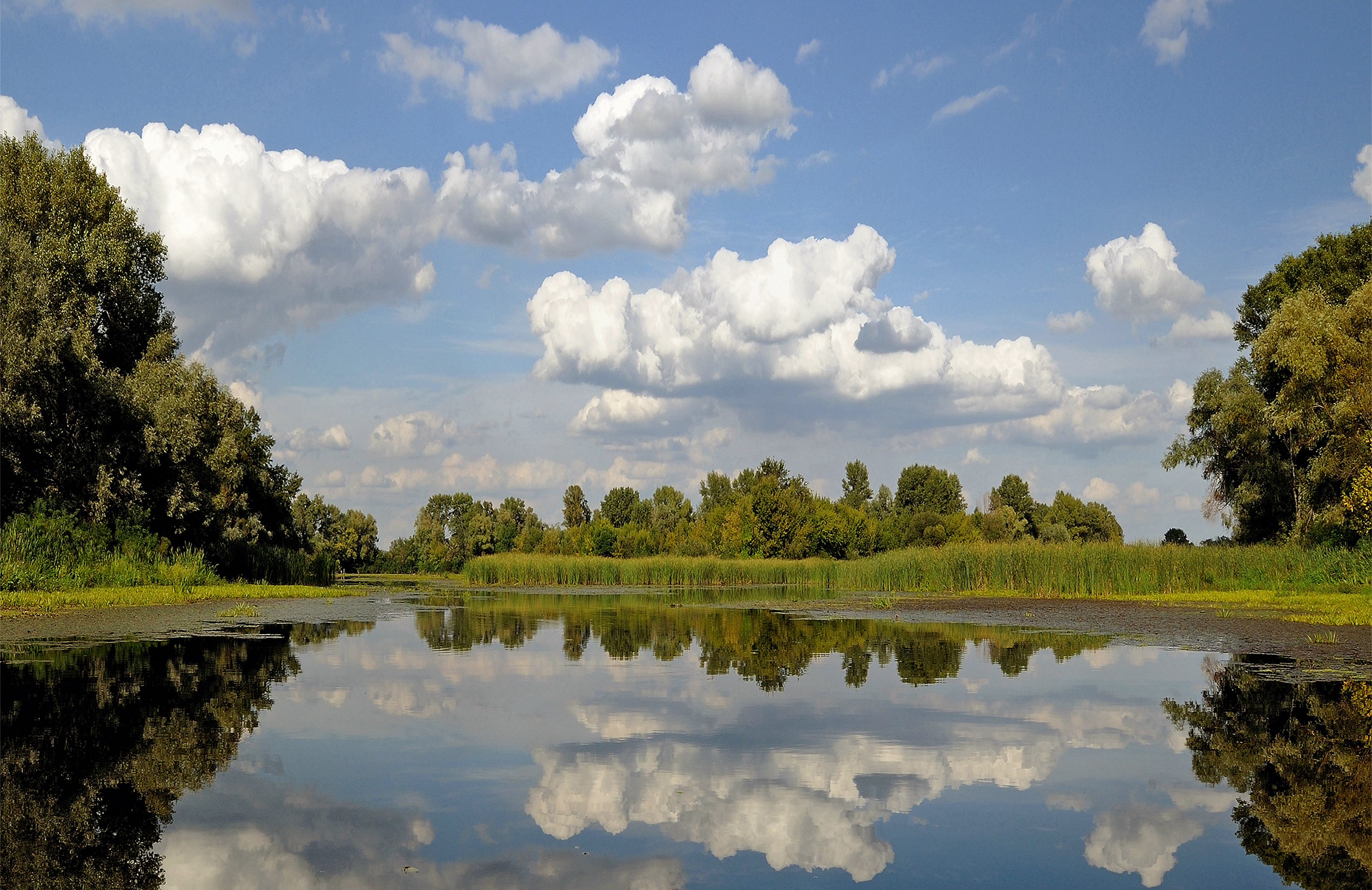
Серпень
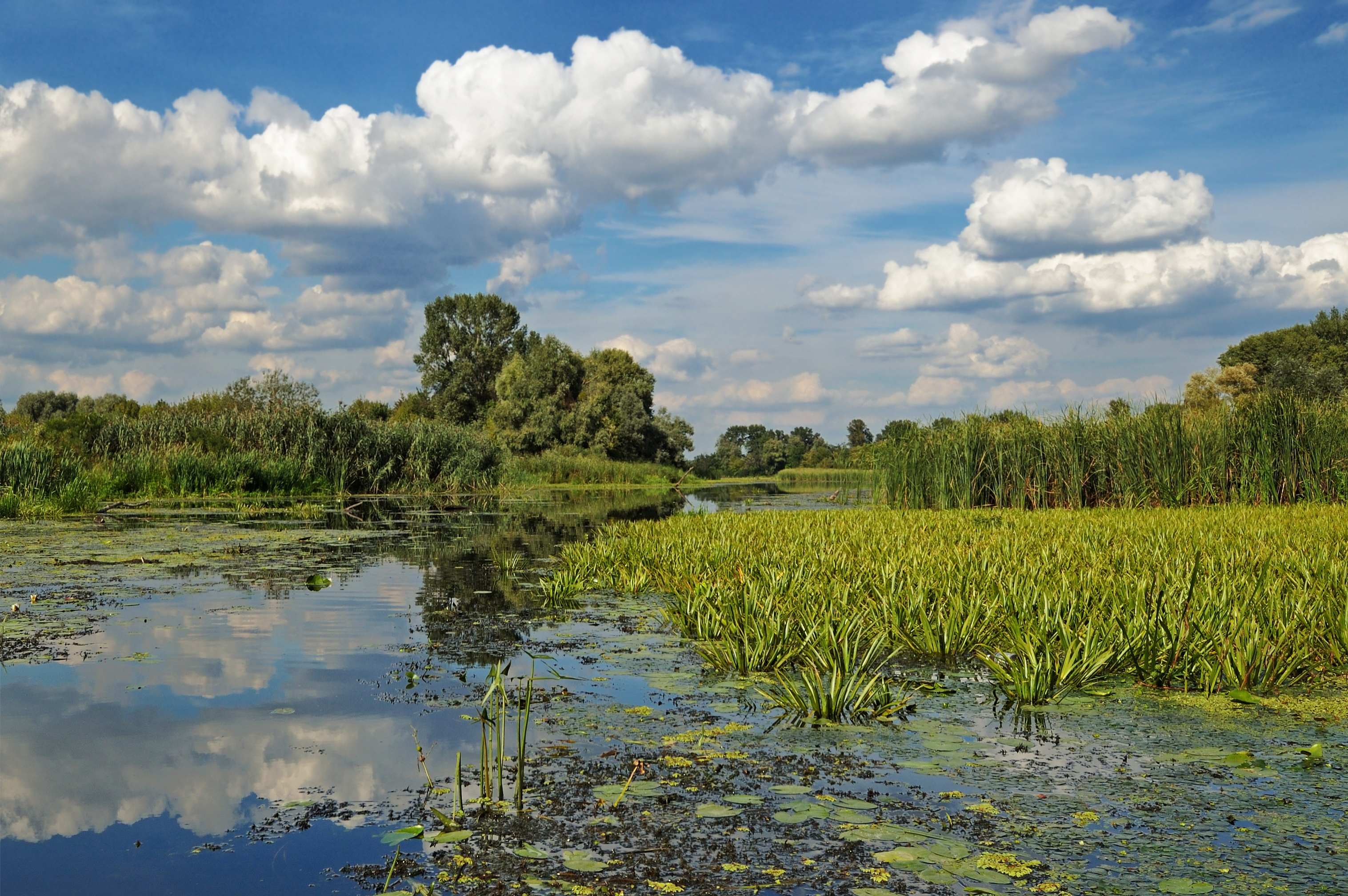
Протока між Козачим і Проміжним островами
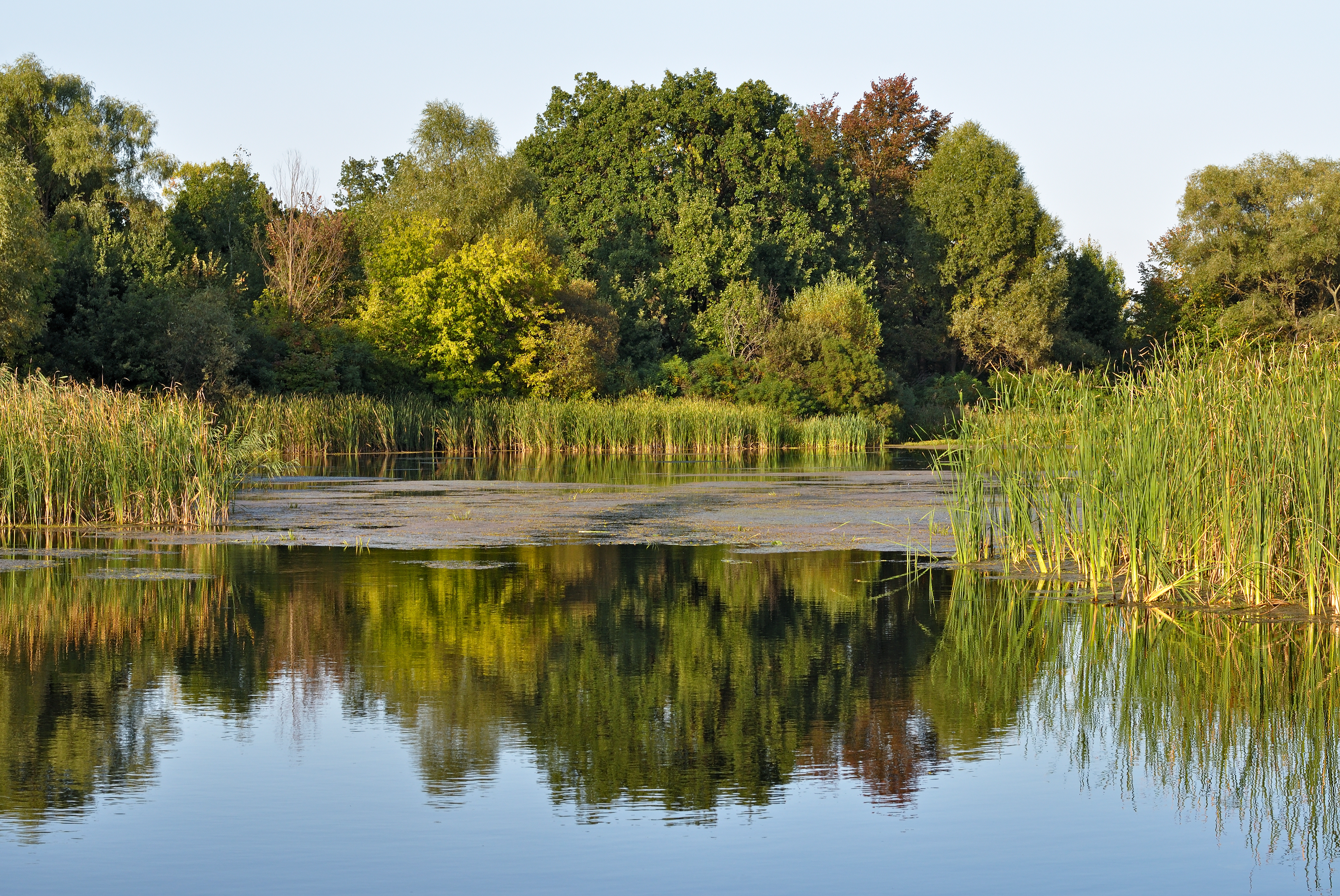
Мала затока
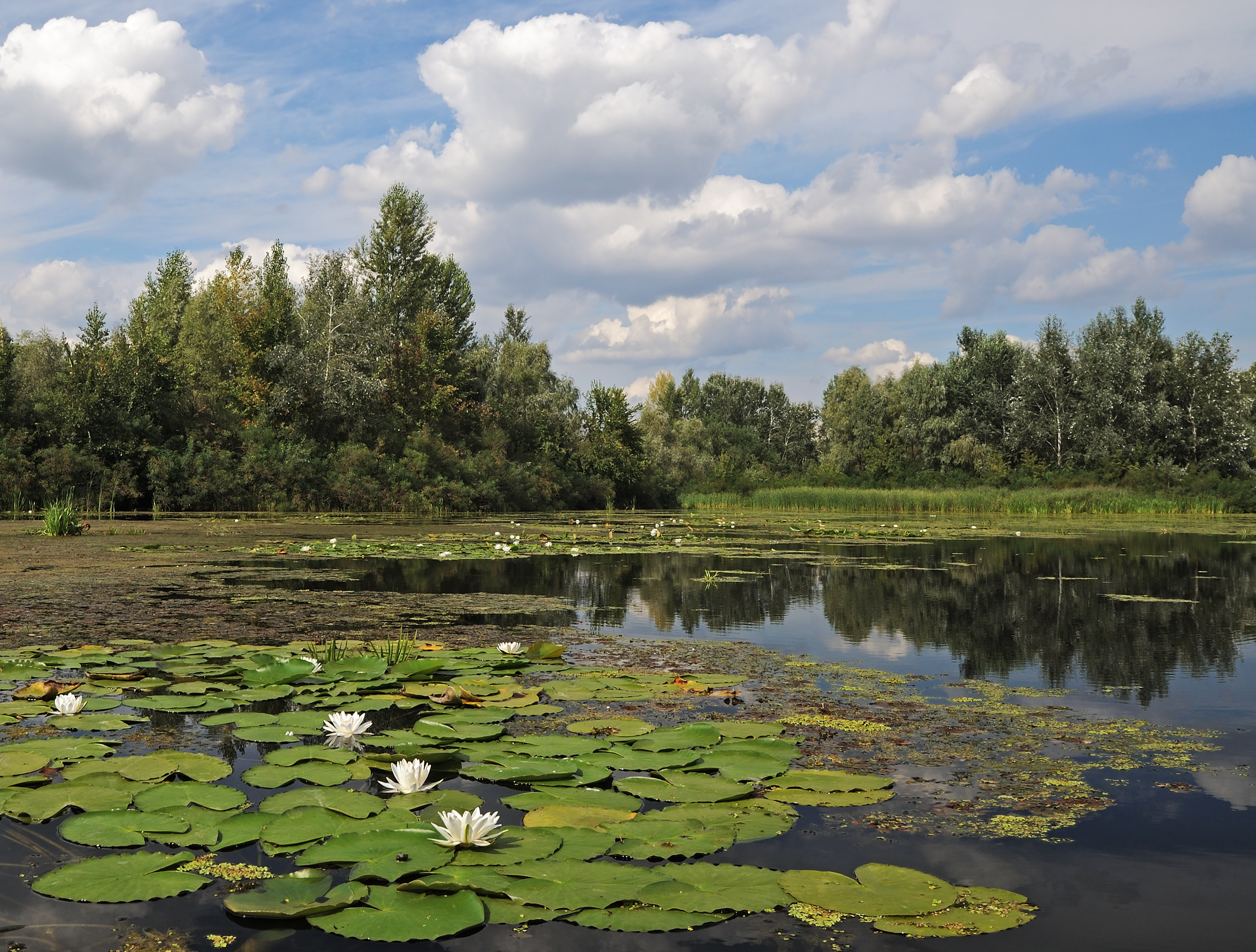
Латаття в затоці
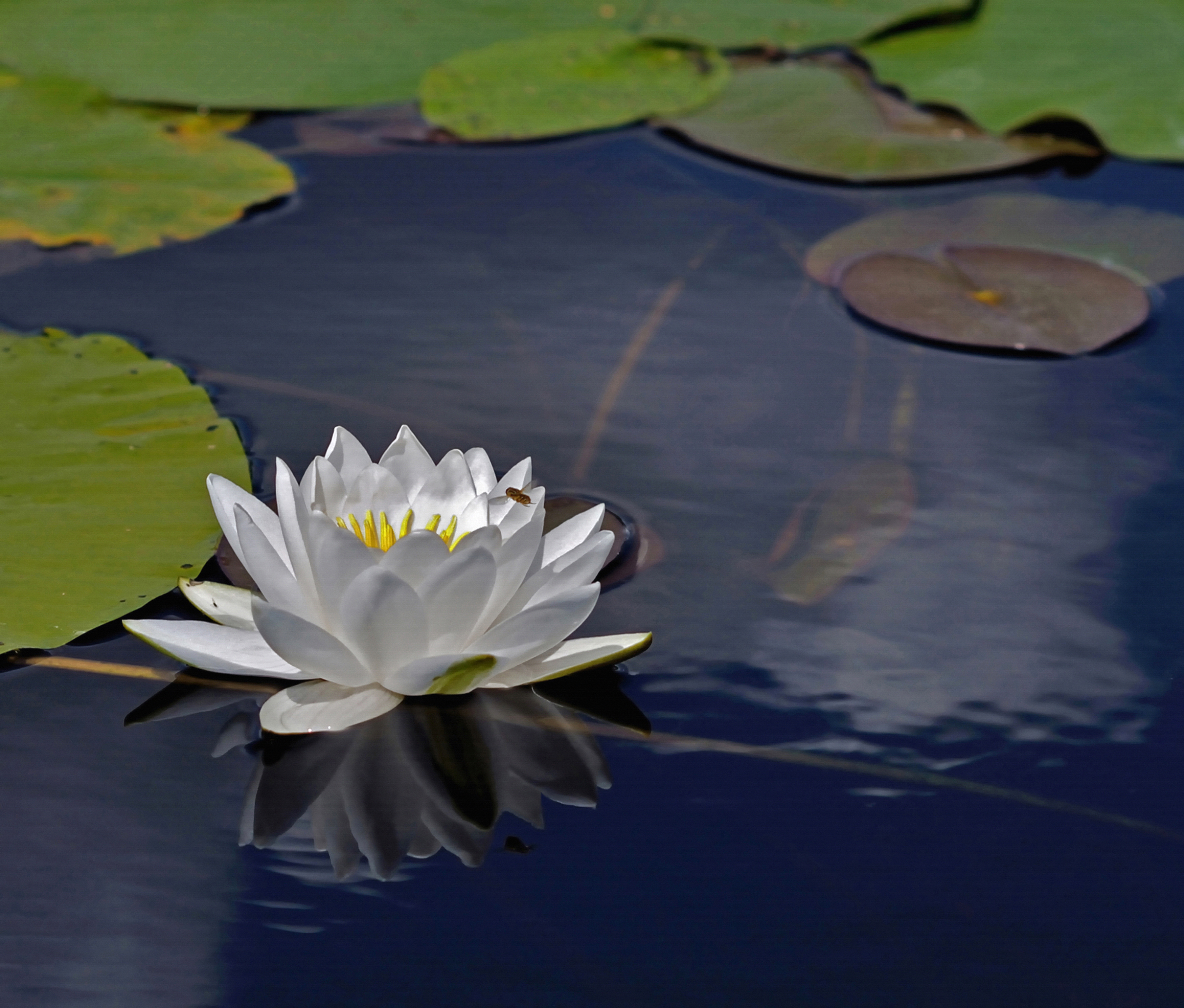
Латаття сніжно-біле
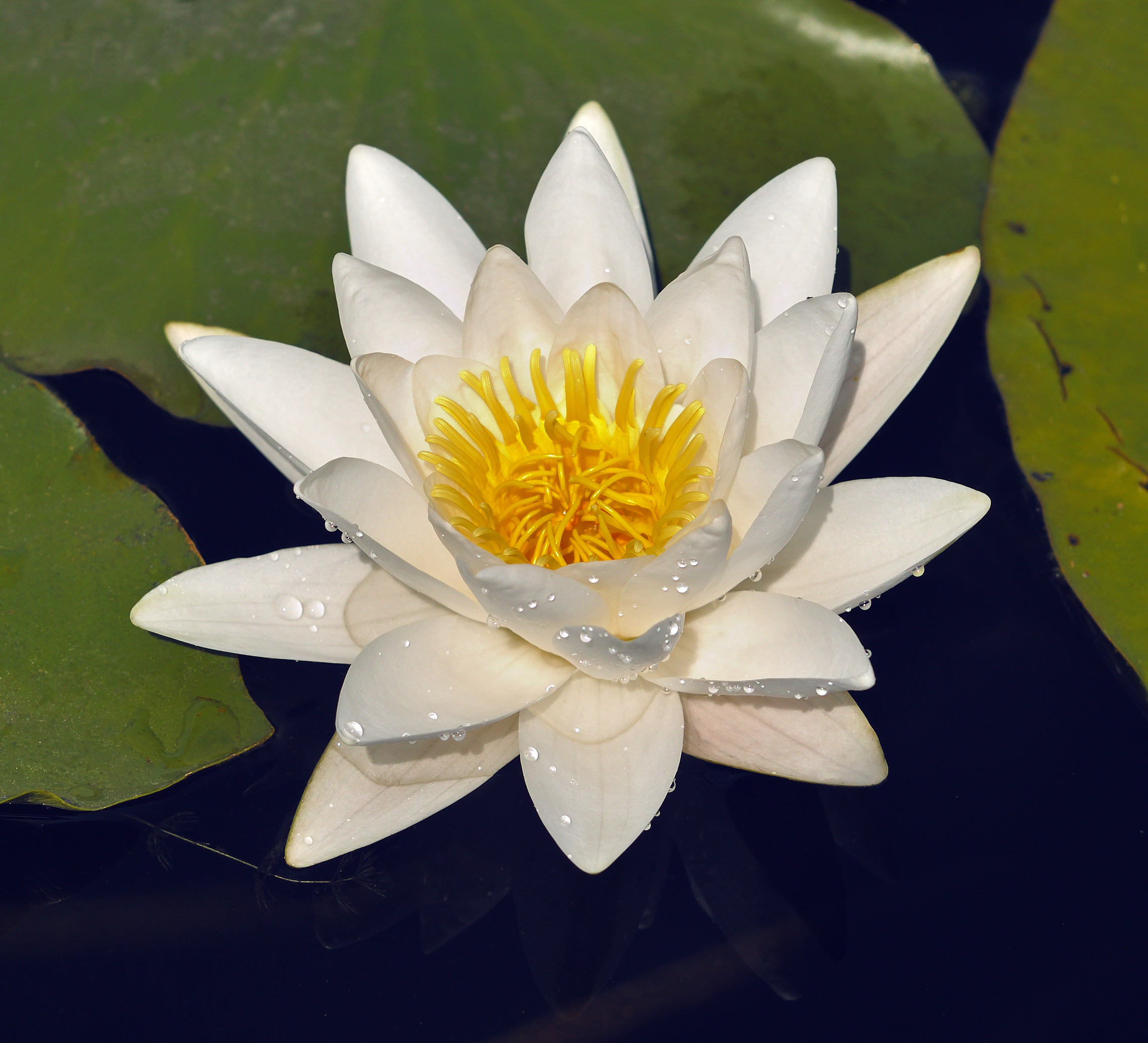
Квітка під сонцем
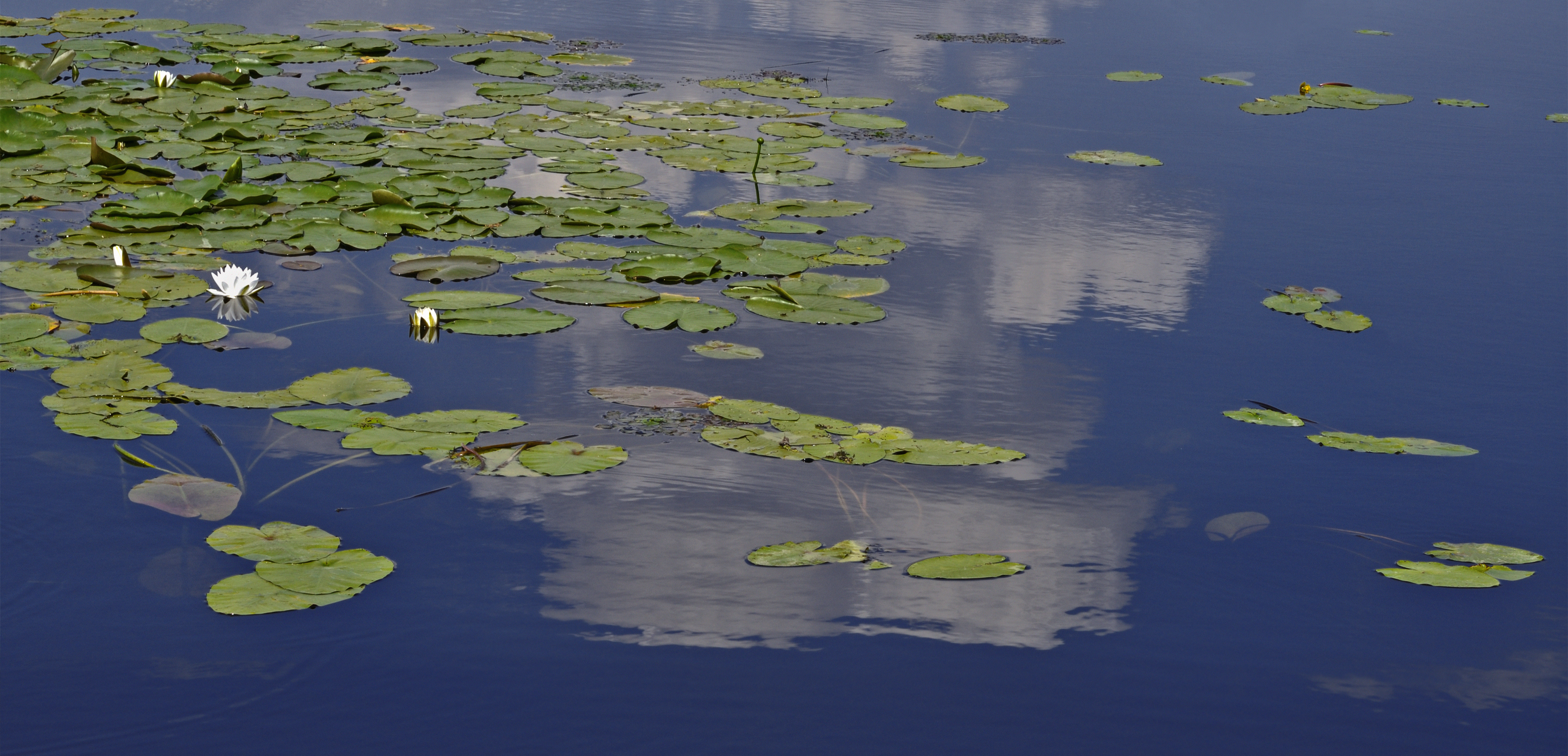
Згадка про Мане
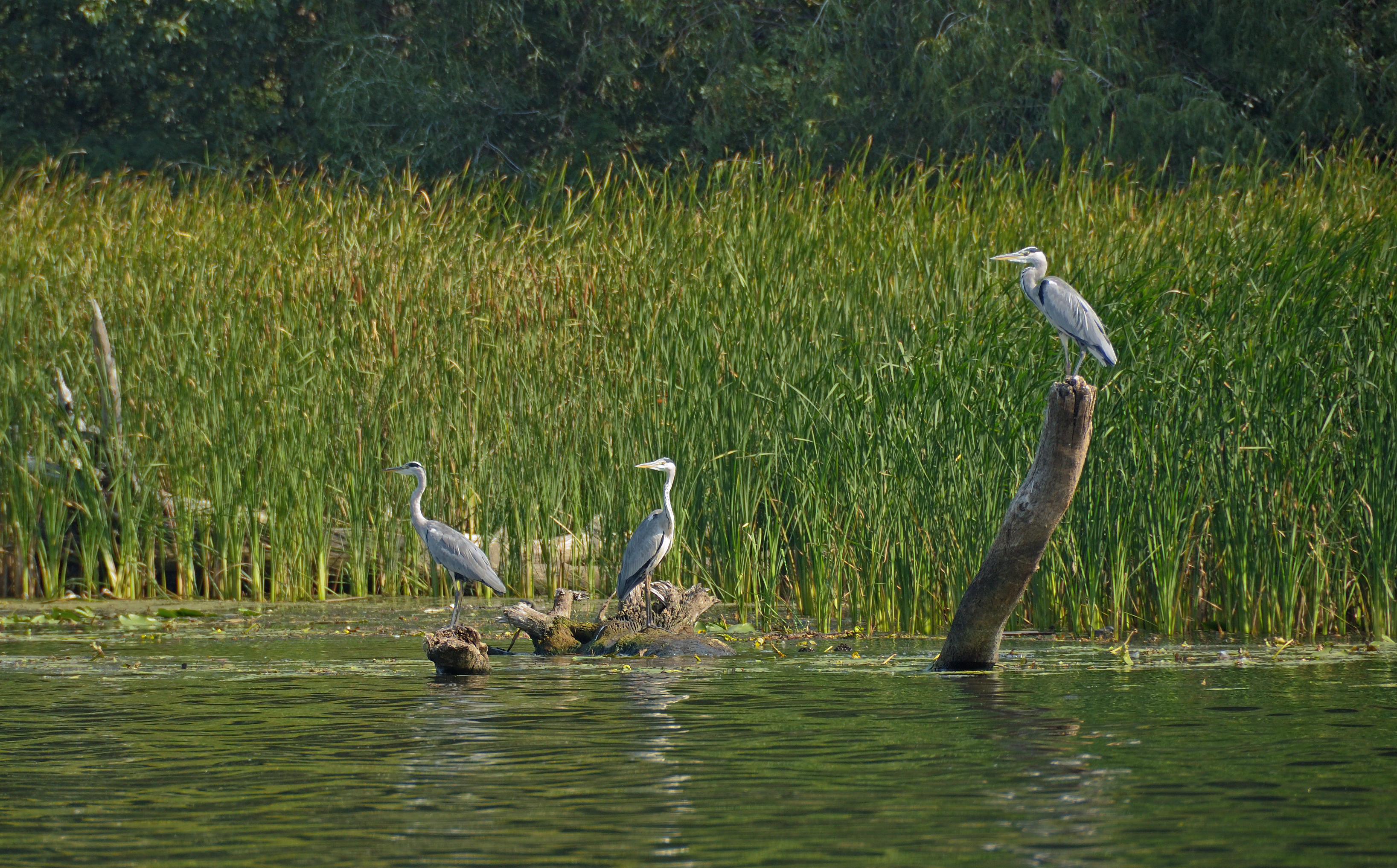
Сірі чаплі
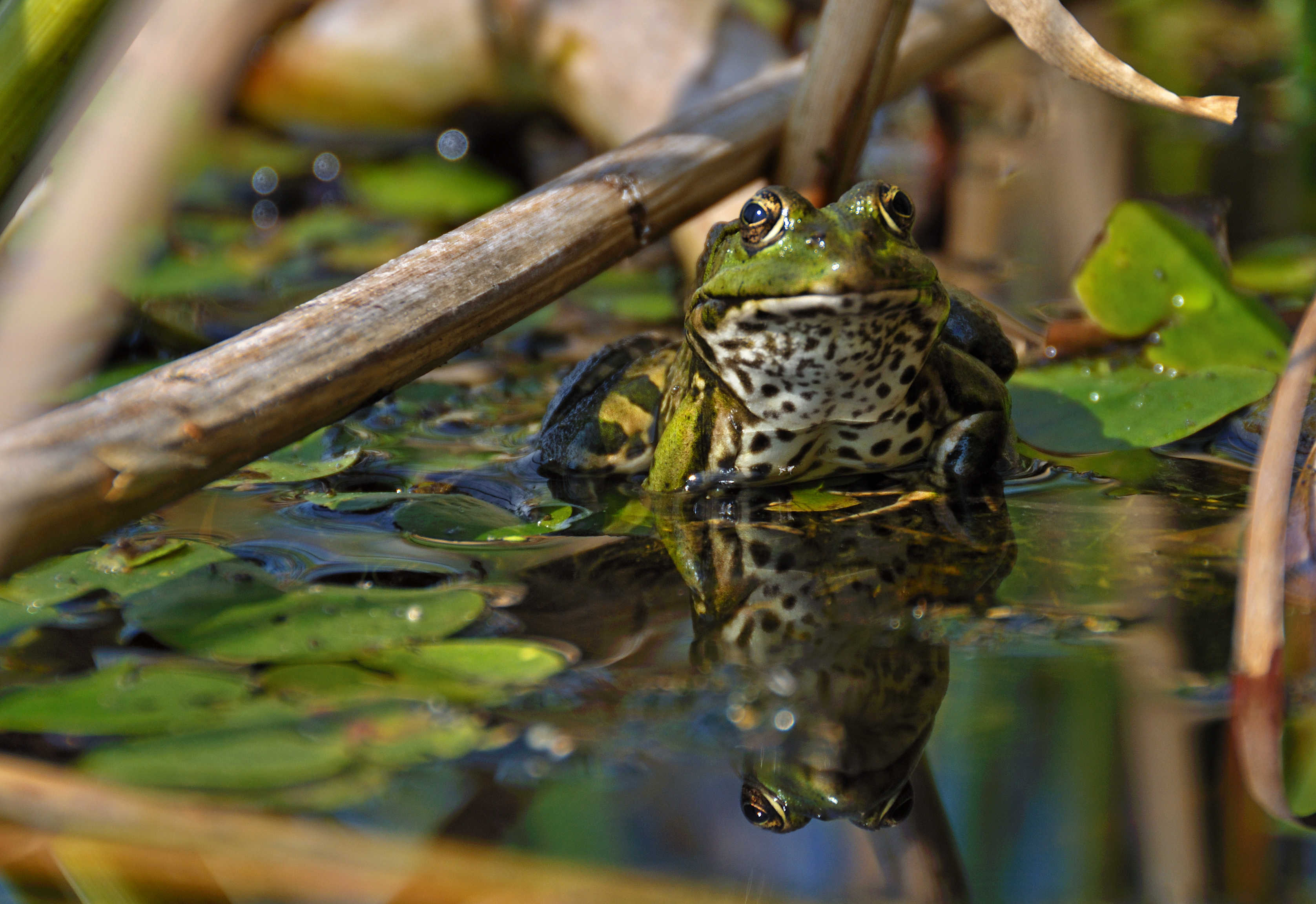
Зелена жаба
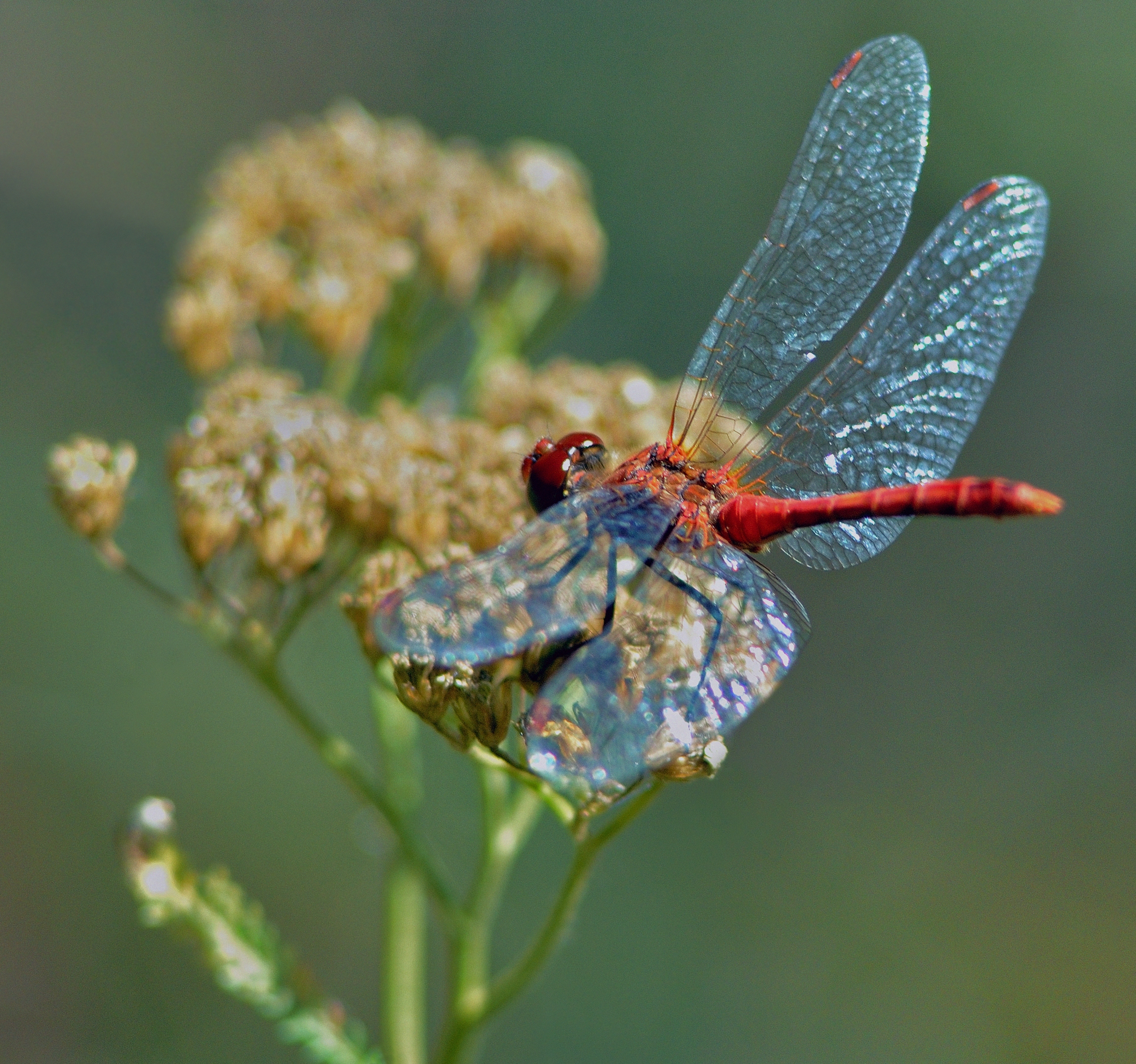
Велика малинова бабка
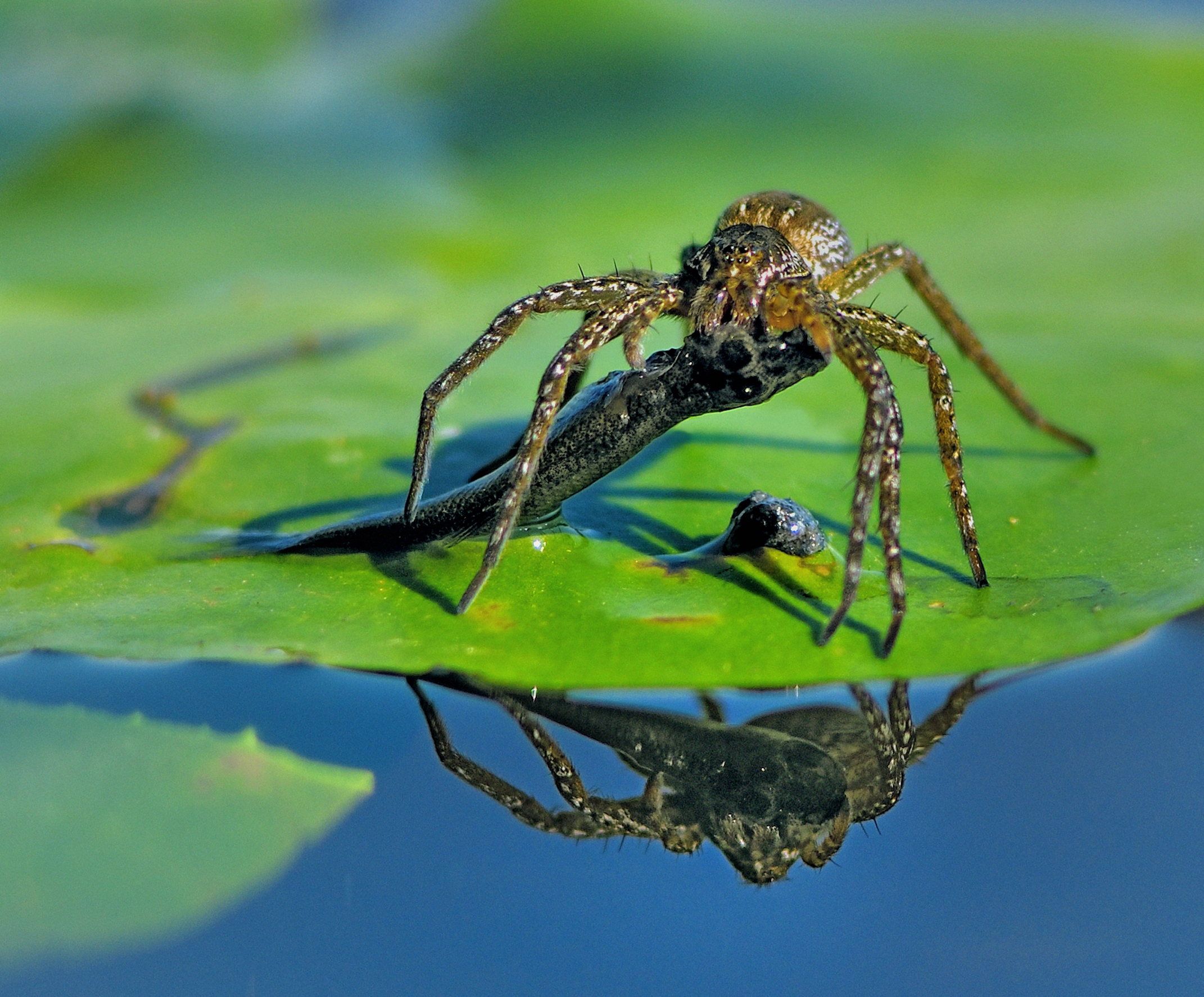
Павук-сріблянка зі здобиччю